# Hesperochroa polygrapha
Hesperochroa polygrapha är en fjärilsart som beskrevs av Emilio Berio 1964. Hesperochroa polygrapha ingår i släktet Hesperochroa och familjen nattflyn. Inga underarter finns listade i Catalogue of Life.